# لیلین راسل
لیلین راسل (انگلیسی: Lillian Russell؛ ۴ دسامبر ۱۸۶۰ – ۶ ژوئن ۱۹۲۲) یک هنرپیشه و خوانندهٔ اپرا اهل ایالات متحده آمریکا بود. او به‌واسطهٔ زیبایی ظاهری، شخصیت و صدایش، یکی از مشهورترین هنرپیشگان و خوانندگان اواخر قرن نوزده و اوائل قرن بیستم بود.